# Álvaro Obregón, Tabasco
Álvaro Obregón är en ort i Mexiko.   Den ligger i kommunen Centla och delstaten Tabasco, i den sydöstra delen av landet, 700 km öster om huvudstaden Mexico City. Álvaro Obregón ligger 4 meter över havet och antalet invånare är 1 304.
Terrängen runt Álvaro Obregón är mycket platt. Runt Álvaro Obregón är det ganska glesbefolkat, med 32 invånare per kvadratkilometer. Närmaste större samhälle är Ignacio Allende, 4,8 km väster om Álvaro Obregón. Trakten runt Álvaro Obregón består till största delen av jordbruksmark.